# René Bayer
René Bayer (* 18. November 1904 in Trier; † nach 1982) war ein deutscher Journalist, Mitarbeiter der Gestapo, der Organisation Gehlen (OG) und des Bundesnachrichtendienstes (BND).

## Tätigkeit im NS-Regime und Mitarbeit für die Gestapo
Anfang der 1930er Jahre schrieb er über Themen der Kolonialpolitik Artikel. Ab 1934 arbeitete er für die Gestapo. Im gleichen Jahr wurde er Korrespondent für die NS-Zeitung Völkischer Beobachter in Paris. Während seiner Tätigkeit als Auslandskorrespondent in den 1930er Jahren traf er auch mit dem späteren SED-Funktionär Albert Norden zusammen.
Im Jahre 1936 war er Korrespondent der NS-Zeitungen Völkischer Beobachter und Westdeutscher Beobachter in Brüssel. Der deutsche Botschafter in Brüssel (von Mai 1936 bis Oktober 1938) Herbert von Richthofen, teilte dem Ministerialdirektor Hans-Heinrich Dieckhoff am 13. November 1936 mit, dass Bayer in Brüssel in der Kreisleitung der NSDAP der Pressereferent ist. Weiterhin habe er eine direkte Nachrichtenverbindung zum Reichsminister Joseph Goebbels.

## Agent in Spanien
Während des Spanischen Bürgerkriegs hielt sich Bayer in Madrid auf. In dieser Zeit war er mit Aufgaben der Gegenspionage vom Amt Ausland/Abwehr beauftragt. Weiterhin hielt er Kontakte zu Emigranten in Paris aufrecht. In Spanien war er eng mit der Landesgruppe der NSDAP verbunden. Über seine Verbindungen zur Landesgruppe der NSDAP in Spanien wurde im Jahre 1942 im Jahrbuch der Auslands-Organisation der NSDAP ein Artikel Deutsches Schicksal in Spanien von ihm veröffentlicht, worin er seine genauen Kenntnisse über die Landesgruppe der NSDAP beschrieb.

## Pressearbeit in West-Berlin und für den BND
Nach Kriegsende arbeitete er für eine französische Nachrichtenagentur. Danach ging er im Auftrag der Organisation Gehlen nach West-Berlin. In den nächsten zwei Jahrzehnten wurde er dort ein bekannter Journalist und Präsident der Vereinigung ausländischer Journalisten in West-Berlin. Für die Rheinische Post war er 1954 als Korrespondent in Berlin tätig. Im Jahre 1956 berichtete er von dort für einige deutsche Zeitungen: Weser-Kurier, Ruhr Nachrichten, Neue Ruhr Zeitung, Frankfurter Allgemeine Zeitung, Badische Neueste Nachrichten, Kölnische Rundschau und Süddeutsche Zeitung. Später berichtete er auch noch für Die Zeit und die Badische Zeitung.

## Nachrichten über die Kontakte zur Ost-CDU
Im September 1951 fand in West-Berlin der Evangelische Kirchentag statt, auf dem er erstmals mit Otto Nuschke zusammentraf. Über diese Bekanntschaft gelang es ihm, ab etwa 1952/1953 ständig Informationen aus dem Sekretariat des Vorstandes der Ost-CDU zu bekommen, die sowohl die Regierung der DDR, darunter das Außenministerium, als auch andere bedeutende Einrichtungen der DDR betrafen. Der Kontakt zu Otto Nuschke hatte sich seit dem 17. Juni 1953 gefestigt, als Nuschke nach West-Berlin verschleppt wurde. Bayer erreichte über seine Verbindungen, dass Nuschke nach Ost-Berlin wieder zurückkehren konnte. Auch nach dem Mauerbau im Jahre 1961 konnte Bayer seine Informationen auf diese Weise abholen. Der Nachfolger von Nuschke, Gerald Götting, setzte diese Weitergabe von Informationen fort.

## Aufdeckung der Kontakte zum BND durch das MfS
Im Jahre 1969 konnte ihm das Ministerium für Staatssicherheit (MfS) der DDR erstmals direkte Verbindungen zum BND nachweisen. Bayer hatte dort von einem „Treffen junger Sozialisten“ berichten wollen. Dabei hatte er versäumt, seinen PKW abzuschließen. Mitarbeiter des MfS fanden darin ein Papier des BND. Ab diesem Zeitpunkt stand Bayer unter direkter Beobachtung des MfS. Danach konnte das MfS ihm die Verbindung zu BND-Mitarbeitern nach dem Bau der Mauer von einer Dienststelle aus München nachweisen, die die Decknamen Dr. Linke und Wieland trugen. Mit Dr. Linke traf er sich regelmäßig alle vier Wochen.
Auch seine im Jahre 1918 geborene Ehefrau Helene arbeitete für den BND. Als Vertreterin von Firmen aus Westdeutschland, Westeuropa und West-Berlin stand sie in Verbindung zu mehr als zehn Außenhandelsfirmen der DDR und ebenfalls zu der Treuhandstelle für den Interzonenhandel.

## Proteste und Festnahme
In seiner journalistischen Tätigkeit hielt sich Bayer nicht zurück, wenn es um Kritik und Beschwerden ging. Das betraf sowohl die Parteien aus der Bundesrepublik wie auch Maßnahmen der DDR-Behörden. Als im Januar 1978 ein Protestbrief gegen die Schließung des Büros des Magazins Der Spiegel veröffentlicht wurde, hatte Bayer diesen Brief mit anderen unterschrieben. Später zog er seine Unterschrift zurück und entschuldigte sich bei einem Gespräch im Außenministerium der DDR. Er nannte dabei sogar die Namen der drei Journalisten, die den Brief aufgesetzt hatten.
Am 28. Januar 1982 wurde er in Ost-Berlin im Parteibüro der Ost-CDU festgenommen. Als er anschließend verhört wurde, weigerte er sich, eine Verbindung zum BND zuzugeben. Er habe im Jahre 1937 dem deutschen Botschafter Wilhelm Faupel in Madrid auf die Frage, ob er Agent sei, geantwortet, wenn er lügen würde, würde er die Wahrheit aussagen. Und wenn er die Wahrheit sagen würde, müsste er lügen. Denn niemand könnte die Wahrheit bestätigen. Am folgenden Tag wurde er freigelassen und abgeschoben. Damit war seine Karriere als Journalist und Mitarbeiter des BND beendet. Seine Festnahme führte in West-Berlin nicht zu Protesten, sondern ging lautlos vonstatten.
In der Berliner Geschichtswerkstatt gibt es eine Sammlung René Bayer, die aus seiner Tätigkeit als Journalist aus den Jahren 1950 bis 1981 schriftliche Unterlagen enthält.

## Schriften (Auswahl)
- Die afrikanische Wirtschaftslage – Kupfer in Afrika. In: Übersee- und Kolonialzeitung. Berlin 1931
- Der Krieg in den deutschen Kolonien. In: Der Tropenpflanzer: Zeitschrift für tropische Landwirtschaft, 1931
- Deutsches Schicksal in Spanien. In: Jahrbuch der Auslandsorganisation der NSDAP 1942, Berlin 1942, S. 21–29
- Die Berliner CDU sperrt sich. In: Die Zeit, Nr. 8/1963